# Сенская
Сенская — деревня в Усть-Кубинском районе Вологодской области.
Входит в состав Богородского сельского поселения (с 1 января 2006 года по 9 апреля 2009 года входила в Верхнераменское сельское поселение), с точки зрения административно-территориального деления — в Верхнераменский сельсовет.
Расстояние до районного центра Устья по автодороге — 68 км, до центра муниципального образования Богородского по прямой — 17 км. Ближайшие населённые пункты — Ломово, Малая Гора, Никифоровская, Угол.
По переписи 2002 года население — 2 человека.